# Il sogno (Picasso)
Il sogno (Le Rêve) è un dipinto a olio su tela (130×97 cm) realizzato nel 1932 dal pittore spagnolo Pablo Picasso. Dopo essere appartenuta alla collezione privata Ganz di New York, l'opera venne acquisita da Steven A. Cohen nel 2013.
Appartenente ad una serie di dipinti prodotti tra il gennaio e il marzo del 1932 raffiguranti donne addormentate, per i quali è stata presa a modello Marie Thérèse, Il sogno raffigura un soggetto femminile addormentato con le braccia piegate e la testa inclinata da un lato. Il suo volto appare contemporaneamente di profilo e frontale.
Nel guardare attentamente la parte superiore del viso si nota, l'espressione surrealista, il contenuto sessuale, il rapporto intimo con Marie-Thérèse Walter.
Il senso di morbidezza, rievocato dalle fattezze tondeggianti della donna, è accentuato dalle linee curve della poltrona rossa sulla quale è seduta. Probabilmente ispirato alla pittura fauves di Henri Matisse e distante dalle figure mostruose dei dipinti precedenti, il dipinto rievoca, nel suo insieme, armonia e serenità.